# Liscate
Liscate é uma comuna italiana da região da Lombardia, província de Milão, com cerca de 3.408 habitantes. Estende-se por uma área de 9 km², tendo uma densidade populacional de 379 hab/km². Faz fronteira com Melzo, Vignate, Truccazzano, Settala, Comazzo (LO).

## Demografia
| Variação demográfica do município entre 1861 e 2011                               |
|                                                                                   |
| Fonte: Istituto Nazionale di Statistica (ISTAT) - Elaboração gráfica da Wikipedia |